# Alberto Fermín Zubiría

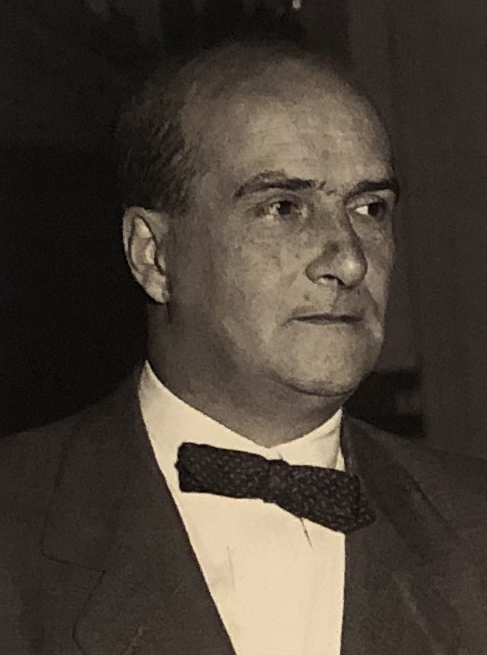
Alberto Fermín Zubiría

Alberto Fermín Zubiría Urtiague (* 9. Oktober 1901 in Montevideo; † 4. Oktober 1971 ebenda) war ein uruguayischer Politiker.
Zubiría gehörte der Partido Colorado an. Er studierte Rechtswissenschaften an der juristischen Fakultät der Universidad de la República und schloss sein Studium 1926 erfolgreich ab. Erster Karriereschritt in seiner 1920 begonnenen politischen Laufbahn war die Mitgliedschaft in der Asamblea Representativa zwischen 1923 und 1925. Vom 15. Februar 1932 an saß er bis zum Staatsstreich im Jahre 1933 und der daraus resultierenden Auflösung des Repräsentantenhauses am 31. März  als Abgeordneter für das Departamento Montevideo in selbigem. Vom 15. Februar 1943 bis zum 1. März 1947 hatte er erneut ein Abgeordnetenmandat in der Cámara de Representantes inne. In der Folge übernahm er während der Amtszeit des Präsidenten Tomás Berreta zwischen 1947 und 1948 das Ministeramt für Industrie und Arbeit, um anschließend von 1948 bis 1950 als Innenminister zu agieren. Anfang der 1950er Jahre war er sodann Präsident der Banco de la República Oriental del Uruguay. Seit seiner Wahl im Jahr 1954 gehörte er dem Nationalrat an. Am 1. März 1956 folgte er Luis Batlle Berres im Vorsitz des Consejo Nacional de Gobierno nach und war damit zu diesem Zeitpunkt Präsident der Republik. Er wurde am 1. März 1957 durch Arturo Lezama in dieser Position abgelöst. 1966 erfolgte seine Wahl in den uruguayischen Senat, jedoch trat er dieses Amt infolge seines Rückzugs nicht an.